# 雷尼爾級拖船
雷尼爾級拖船是一款服役於美國海軍的港灣拖船，其動力強大，能拖動包括航空母艦到潛艦等各類艦艇，並且還具備滅火能力，能作為消防艇使用。
除阿加門提庫斯號部署於樸茨茅斯海軍造船廠，其餘五艘皆部署在西北海軍區。

## 發展
由於服役於美國海軍的拖船多已年代久遠，就算勇敢級拖船已經於2010年代初期投入服役，也無法彌補對於拖船的需缺，導致原計劃退役的老舊拖船只能繼續服役，因此海軍急需一款新的拖船。
該艦級由位於加拿大不列顛哥倫比亞省溫哥華的羅伯特·艾倫有限公司負責設計，並以勇敢級拖船為基礎進行一定程度的優化。美國海軍於2018年7月13日與位於華盛頓州阿納科特斯的達珂塔溪公司正式簽約，並先行建造首批四艘，而後又於2019年1月9日追加建造2艘。全六艘拖船的總建造成本為8,400萬美元。

### 設計
雷尼爾級依照美國驗船協會的標準建造。該級採用焊接鋼板結構建造，動力系統則採用兩具由開拓重工3512E發動機所推動的Schottel 1012Z型传动推進器，動力達1,810 馬力（1,349 千瓦）。艦上的電力系統則由兩具強鹿6068AFM85發電機供應。

雷尼爾的空載航速可超過12節，可產生40短噸（約36公噸）的拖力。油箱容量為26,000美制加侖（98,000公升）。並且雷尼爾級是首批符合美國環境保護局Tier 4排放標準的海軍拖船。

雷尼爾級的艦艇外圍裝有複合防撞緩衝系統，可有效支撐如航空母艦等高船側艦艇，也能推動如潛艦等圓形艦體。拖帶系統則包含船尾的H型拖柱，船艏裝有JonRie 210 系列拖繩絞盤，船尾則設有JonRie Intertech 421系列絞盤。而另一方面，雷尼爾級在駕駛室前方設置兩具消防水砲，輸出能力達每分鐘2,000美制加侖（7,600公升），使其具備滅火的能力。

船上雖可容納6人住宿，但通常僅由4名平民海員操作。設施包含一座小型廚房、一間含淋浴設備的衛浴、兩間單人房（供船長與輪機長使用），以及兩間雙人房。
雖然海軍並沒有對該級艦具有正式命名規範，然而當地的機關還是以美國的山峰對其進行命名。

## 同級艦
| 照片 | 舷號   | 艦名           | 造船廠       | 下水       | 服役（運抵） | 退役 | 結局   |
| ---- | ------ | -------------- | ------------ | ---------- | ------------ | ---- | ------ |
|      | YT-808 | 雷尼爾號       | 達珂塔溪公司 | 2020-05-16 | 2020-09-28   | 尚未 | 服役中 |
|      | YT-809 | 阿加門提庫斯號 | 達珂塔溪公司 | 2020-10-10 | 2021-05-21   | 尚未 | 服役中 |
|      | YT-810 | 欺騙號         | 達珂塔溪公司 | 2021-01-30 | 2021-05-20   | 尚未 | 服役中 |
|      | YT-811 | 奧林帕斯號     | 達珂塔溪公司 | 2021-05-08 | 2021-09-01   | 尚未 | 服役中 |
|      | YT-812 | 貝克號         | 達珂塔溪公司 | 2021-08-14 | 2021-11-17   | 尚未 | 服役中 |
|      | YT-813 | 哨兵號         | 達珂塔溪公司 | 2021-12-10 | 2022-03-29   | 尚未 | 服役中 |